# Francesco Ortore
Francesco Ortore (Adria, 3 settembre 1846 – Adria, 26 giugno 1905) è stato un politico italiano.

## Biografia
Figlio di Giuseppe e da Carlotta Salmistrari. Dopo studi universitari in matematica, sposa Santina Donà, dalla quale ha 9 figli. Nel 1866 partecipa alla terza guerra di indipendenza nelle file garibaldine.
Nel 1873 è membro del direttivo dell'associazione Nucleo Repubblicano di Adria, costituita in gennaio sul modello della società mazziniana Pensiero-Azione di Genova: il motto dell'associazione adriese è "Rispetto alla donna, rispetto alla libertà, educazione per tutti". Il Nucleo Repubblicano organizza una scuola per i soci, promuove manifestazioni in memoria della Repubblica Veneta e di Angelo Brunetti detto Ciceruacchio, fucilato dagli austriaci a Cà Tiepolo (RO).
All'inizio dell'agosto 1874, assieme ad altri anarco-socialisti locali, incontra ripetutamente ad Adria Alceste Faggioli e Andrea Costa; il 15 agosto 1874, sospettato di partecipazione al moto insurrezionale promosso da Andrea Costa, viene arrestato per attentato contro la sicurezza interna dello Stato mediante cospirazione assieme a Pietro Belloni (Adria), Pietro Turazzini (Rovigo), Gherardo Perocco (Ro), Guglielmo Pasotto (Ro), Vincenzo Rizzieri (Ro), Antonio Chilese (Ro) e Gaetano Brancaleon (Ro). Ortore viene rimesso in libertà per non luogo a procedere dopo due mesi di carcere preventivo.
Iscritto nella lista degli elettori di Adria nel 1874, è protagonista delle lotte elettorali della città per un trentennio.
Nel 1877 incontra ad Adria Carlo Monticelli: l'internazionalista padovano chiede un sostegno economico per la progettata pubblicazione del giornale “Il Diritto”.
Nel 1882 Ortore rappresenta la componente socialista all'interno del Comitato Radicale Provinciale, costituito a Rovigo da repubblicani, radicali e socialisti per sostenere le candidature di Agostino Bertani, Giovanni Bovio, Felice Cavallotti e Giuseppe Ceneri nelle elezioni politiche. Del comitato fanno parte i rappresentanti più autorevoli delle correnti democratiche polesane come, fra gli altri, Alberto Mario, Achille Tedeschi, Nicola Badaloni, Amos Ocari. Anche in tale occasione giunge l'immancabile denuncia del Procuratore del Re che ritiene il programma elettorale del Comitato “una minaccia di distruzione dell'attuale ordine monarchico costituzionale”. Nelle dichiarazioni rese in istruttoria Ortore dichiara di non appartenere “al partito Radicale, bensì al socialista, la cui direzione è affidata in Italia all'Onorevole Bovio il quale, per essere più esatto, è riconosciuto da noi come il capo scuola”. Nell'ottobre 1882 è ospite a Trecenta (RO) di Nicola Badaloni: nella casa del medico marchigiano repubblicani, radicali e internazionalisti come Vittorio Panzacchi si riuniscono per tracciare un comune piano di lavoro. Nel novembre 1882 Ortore costituisce e presiede ad Adria un “Comitato Operaio”, organismo assembleare che sollecita “provvedimenti governativi” a favore dei “non abbienti” danneggiati per la rotta dell'Adige e in particolare per il taglio artificiale di Fossa Polesella; denunciato e processato per “contravvenzione alla legge sul bollo”, viene assolto il 10 luglio 1883.
Dall'ottobre 1883 al settembre 1884 conduce ad Adria una vivace polemica contro il prefetto Mattei che caldeggia l'insegnamento della religione cattolica nelle scuole pubbliche. Denunciato dal prefetto, viene condannato in primo grado a 6 mesi di carcere e a 200 lire di multa: nel novembre 1885 la Corte d'Appello di Venezia dichiara il non luogo a procedere per la desistenza del querelante. Ortore continuerà la sua battaglia per la laicità della scuola pubblica anche dai banchi del Consiglio comunale di Adria.
All'inizio del 1884 promuove la costituzione nel basso Polesine di numerose “Società Democratiche”, associazioni popolari che organizzano lo sciopero bracciantile de la boje: in questo periodo scrive sul “Barababao”, in dialetto o in lingua, articoli polemici e sarcastici contro gli agrari ricorrendo a vari pseudonimi: “Uno per tutti, tutti per uno”, “Brontolon”, “veritas”, “Marco II”. Ortore, “anima del partito socialista in Adria”, viene processato nella primavera del 1885 assieme ad altri 20 protagonisti dello sciopero e condannato dal Tribunale di Rovigo a 4 mesi di carcere, pena ridotta in appello ad 1 mese.
Nel 1886 è membro del “Comitato della Federazione delle Associazioni Democratiche” che, in contrapposizione ai clerico-moderati, sostiene i candidati radicali alle politiche, conquistando i 4 seggi polesani alla Camera dei deputati.
Nel luglio 1887 si presenta candidato per il consiglio comunale di Adria: il prefetto, nella relazione semestrale al Ministro dell'Interno, scrive che “mancò per un voto che non riuscisse consigliere il noto Francesco Ortore, uno degli individui più esagerati e torbidi della Provincia”.
L'elezione gli riesce comunque nel 1888. Nello stesso anno pubblica un opuscolo sul vagantivo, antico diritto civico dei valligiani, cancellato dalla bonifica e dalla conseguente privatizzazione delle valli del Delta: Ortore si occupa da anni del problema con articoli sulla stampa locale e nazionale.
Nel 1889 risolve i contrasti insanabili con i liberali-democratici, presentando alle elezioni amministrative di Adria una lista autonoma di socialisti denominata Partito Operaio: “Sarà il primo battesimo che il Partito Operaio avrà, e sarà misurato fino a dove giungerà col valore del numero”.
Il 23 febbraio 1890 scrive ad Andrea Costa, lamentando la mancata soluzione legislativa del problema del vagantivo che “ferisce una popolazione che fu tradita nel diritto e muore di fame nelle più fertili terre d'Italia”.
Candidato nel 1892 nelle file di “Democrazia Sociale” per il Consiglio Comunale di Adria, manca l'elezione per pochi voti: “La Concordia”, settimanale socialista, denuncia “la guerra sleale accanita che il ‘Corriere’ [giornale dell'agraria] fa all'Ortore”.
Nel 1893 i rapporti politici e personali tra Ortore e il neonato Circolo Operaio Socialista si incrinano: contrariamente ai socialisti ufficiali, Ortore sostiene l'alleanza con i radicali nelle contese elettorali.
Protagonista del movimento antagonista adriese per un quarantennio, giornalista, oratore brillante, è costantemente impegnato in comizi, discorsi ufficiali, orazioni funebri. Schedato come “socialista” nel C.P.C., al momento dell'addio verrà ricordato da Pietro Belloni, anarchico compagno di tante battaglie, da Carlo Cattani, radicale, e da Lucio Cavallini, socialista, quasi a voler suggellare l'appartenenza di Ortore all'intera sinistra adriese.
Muore ad Adria il 26 giugno 1905.

## Scritti
- Parole di Francesco Ortore. Ricordo ai popolani di Borghetto, Adria, Tip. Eredi Guarnieri, 1885;
- Il vagantivo. Considerazioni e Proposta di risoluzione, Adria, Tip. Eredi Guarnieri, 1888;
- Per un patriota, Venezia, Tip. F.lli Visentini, 1889

### Fonti biografiche
- A.S.RO.,Trib., P.P.D., 1874 n.908;
- A.S.RO., Trib., S.P., 1885 n.49;
- A.S.RO., Pref. a M.I.- R.S.P., II sem.1885 e I sem. 1887;
- Bibl. Com. Adria, Arch. Ant., b.816, f.110 – b.830;
- Bibl. Com. Imola, Carte A. Costa, n.969;
- “Il Barababao”, 1884;
- “La Primavera della Democrazia Sociale”, 1894;
- “Il Corriere del Polesine”, 28 giugno 1905.